# Ilosvay Katalin
Ilosvay Katalin, Karczag Imréné, szül. Jäger Katalin (Arad, 1923. szeptember 17. – Budapest, 1993. december 27.) magyar színésznő, előadóművész, érdemes művész (1975).

## Élete
20 évesen szerezte meg diplomáját a Színiakadémián, ezt követően a Vígszínházhoz szerződött. 1945-ben lett a Nemzeti Színház tagja, 1949-től az Ifjúsági Színházban, 1952-től pedig a Madách Színházban játszott. 1975-ben lett érdemes művész.
Szép orgánumú, érzelemgazdag színésznő, sokszor szerepelt pódiumon, mint versmondó. 
Emlékezetesebb szerepei közé tartozik a varrólány, Mária megformálása a Kölcsönadott élet c. játékfilmben, illetve ő volt Berend Nellyje a Ne kérdezd, ki voltam c. filmben is.
Előre rendelkezett arról, hogy ne legyen nyilvános temetése és sírkövére is leánykori nevét írták.

## Filmográfia
- Ne kérdezd, ki voltam (1941)
- Kölcsönadott élet (1943)
- Futóhomok (1943)
- Egy fiúnak a fele (1944)
- Mici néni harmadik élete - Egy este Kiss Manyinál (MTV, 1964)
- Peres felek (MTV, 1972)
- Fent a Spitzbergáknál (MTV, 1978)
- Használt koporsó (MTV, 1979)
- Őrsbéli krónikák 1. (MTV, 1983)
- Linda (MTV, 1984-85)

## Főbb színházi szerepei
- Liane (Cocteau: Szent szörnyetegek);
- Hermia (William Shakespeare: Szentivánéji álom);
- Erzsébet királyné (William Shakespeare: III. Richárd);
- Breitmayerné (Szomory Dezső: Incidens az Ingeborg-hangversenyen);
- Abigail (Eugène Scribe: Egy pohár víz);
- Juliane Tesman (Henrik Ibsen: Hedda Gabler);
- Marianne (Molière: Tartuffe);
- Kocsma Jenny (Bertolt Brecht– Kurt Weill: Koldusopera);
- Kalérija  (Makszim Gorkij: Nyaralók);
- Natasa (Gorbatov: Az apák ifjúsága);
- Colbertné (Németh László: Colbert);
- Beaurevers-né (Marcel Achard: A bolond lány).